# Льовушкін Василь Миколайович
Василь Миколайович Льовушкін (рос. Лёвушкин Василий Николаевич; нар. 14 червня 1922, Ясна Поляна, Омська губернія — пом. 13 листопада 1984, Зінове) — старший сержант Робітничо-селянської Червоної Армії, учасник Німецько-радянської війни, Герой Радянського Союзу (1945).

## Біографія
Василь Льовушкін народився 14 червня 1922 року в селі Ясна Поляна. Після закінчення семи класів школи працював трактористом у колгоспі. У вересні 1941 року він був призваний на службу в Робітничо-селянську Червону Армію. Із січня 1942 року — на фронтах Німецько-радянської війни. До вересня 1944 року гвардії старший сержант Василь Льовушкін командував відділенням автоматників 13-ї гвардійської танкової бригади 4-го гвардійського танкового корпусу 38-ї армії 1-го Українського фронту. Відзначився під час звільнення Польщі.
17 вересня 1944 року відділення Льовушкіна успішно подолало перевал у Карпатах і захопило міст через річку Віслок на південний-схід від польського міста Кросно, після чого три години утримували його до підходу основних сил.
Указом Президії Верховної Ради СРСР від 10 квітня 1945 року гвардії старший сержант Василь Льовушкін був удостоєний високого звання Героя Радянського Союзу з врученням ордена Леніна та медалі «Золота Зірка».
Після закінчення війни Льовушкін був демобілізований. Спочатку проживав у Ясній Поляні, де працював трактористом, в 1950 році переїхав у село Зінове Ялуторовського району Тюменської області. Помер 13 листопада 1984 року.
Був також нагороджений орденом Слави 3-го ступеня та низкою інших медалей.